# SMS Radetzky (1854)

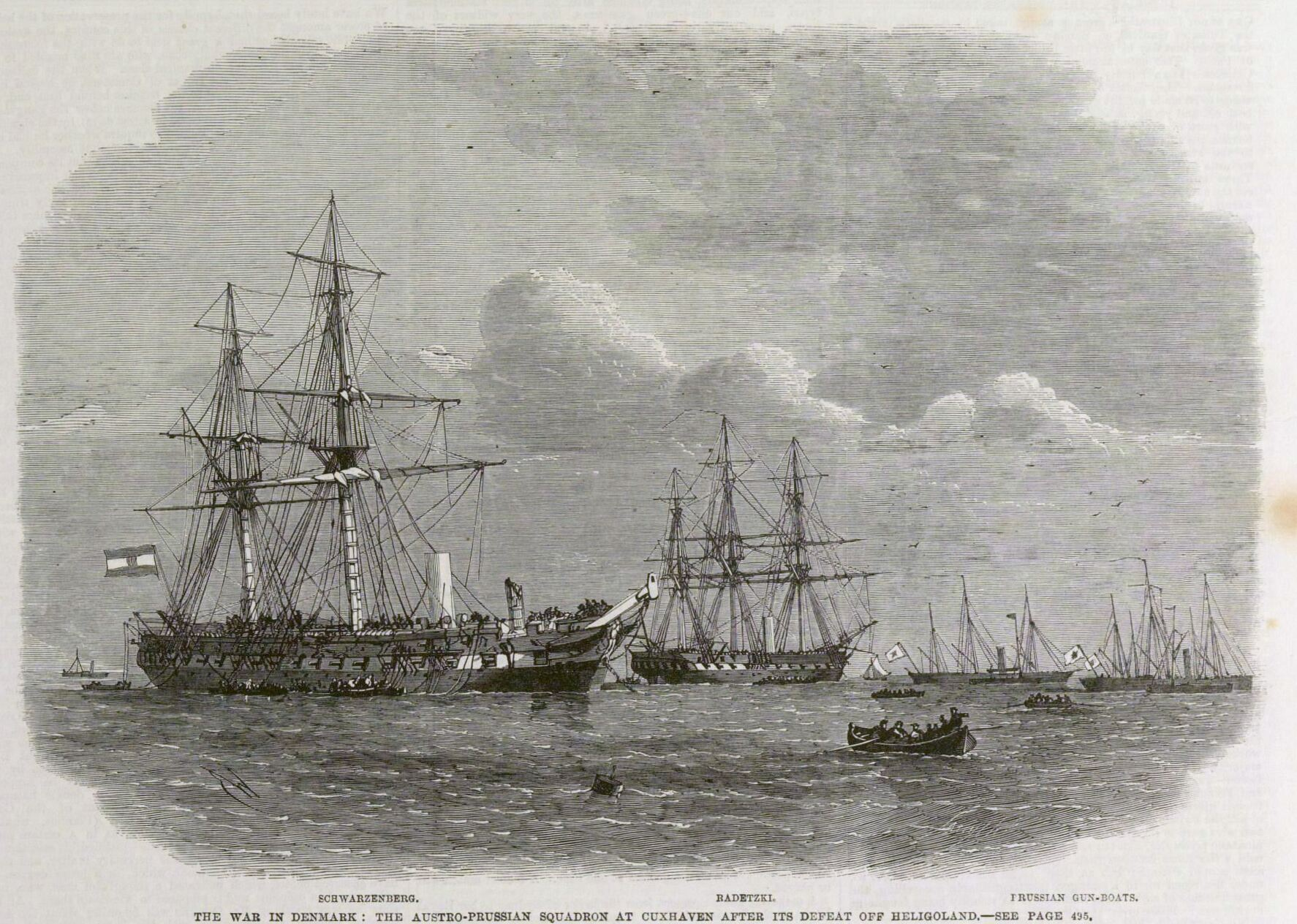
El escuadrón austro-prusiano en Cuxhaven después de su derrota en la batalla de Heligoland en 1864, Radetzky en el centro

SMS Radetzky era una fragata de hélice de la Marina austrohúngara, construida en Inglaterra en 1856 y perdida por la explosión del polvorín en 1869.

## Construcción
La fragata Radetzky fue construida por Money Wigram & Sons de Londres, en sus astilleros de Northam, Southampton. El barco, nombrado en honor al noble y mariscal de campo Joseph Radetzky von Radetz, fue botado el 13 de abril de 1854. Después del equipamiento inicial en Southampton, la fragata navegó por el Mediterráneo, retornando a Inglaterra el 9 de agosto. Subsiguientemente navegó por el río Támesis para la instalación de sus motores de 300 nhp por Maudslay, Sons and Field, que fue completado el 1 de octubre de 1854.

## Servicio
Participó en la batalla de Heligoland durante la segunda guerra de Schleswig en 1864 y en la batalla de Lissa durante la guerra austro-prusiana en 1866, la primera citada a veces como "el último choque entre barcos de guerra de madera".

## Pérdida
En 1869, el polvorín del barco explotó frente a la costa de Vis y se hundió. De una tripulación de 368 hombres, 345 murieron en el incidente. Tras es el redescubrimiento del pecio en 2014, se celebró un servicio conmemorativo, y los nombres de aquellos que perecieron se conservan en la iglesia de Sveti Klement.